# تمعدن (علم الأحياء)

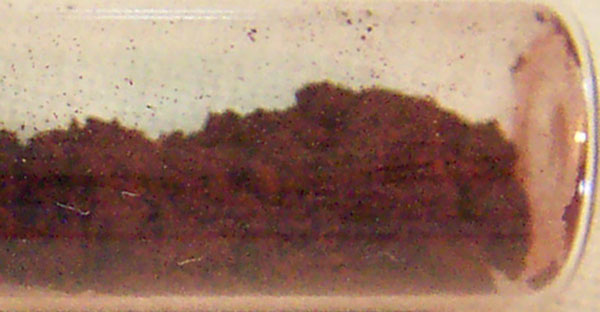

في علم الأحياء، التمعدن (بالإنجليزية: Mineralization)‏، هو عملية استبدال مادة مكونة أصلية من كائن بمواد معدنية. يكون هذا بسبب العمليات البيولوجية الطبيعية التي تحدث خلال حياة الكائن الحي مثل تشكيل العظام وغيرها من الهياكل الخارجية.

## الأنواع
يمكن تقسيم التمعدن إلى فئات مختلفة اعتماداً على ما يلي: الكائنات أو العمليات التي تخلق الظروف الكيميائية اللازمة لتشكيل المعادن، وأصل الركيزة في موقع هطول الأمطار المعدنية، ودرجة السيطرة التي التي تتشكل وتتكون منها المعادن.[3] وتشمل هذه الفئات الفرعية: التمعدن الحيوي، والتمعدن العضوي، والتمعدن غير العضوي.

### التمعدن العضوي
يشمل هذا النوع من التمعدن كل من التمعدن الناجم عن بيولوجيا أو التمعدن الناتج عن تأثير البيولوجيا.
إذ يحدث التمعدن الذي يسببه بيولوجيا عندما ينتج النشاط الأيضي للميكروبات (مثل البكتيريا) ظروف كيميائية مواتية لتكوين المعادن. ومن أمثلة هذا النوع من التمعدن ستروماتوليت الجيرية أو الصخرية والحصيرة الميكروبية الأخرى.

### التمعدن الغير عضوي
التمعدن غير العضوي عملية غير حيوية تماماً. تتطور الظروف الكيميائية اللازمة لتشكيل المعادن عن طريق العمليات البيئية، مثل التبخر. وعلاوة على ذلك، فإن الركيزة لترسب المعادن غير حيوي (أي لا يحتوي على مركبات عضوية) وليس هناك أي تحكم في تشكل البلورات أو تركيبها. ومن أمثلة هذا النوع من التمعدن التشكيلات الكهفية، مثل الصواعد والنوازل.